# Union Buildings

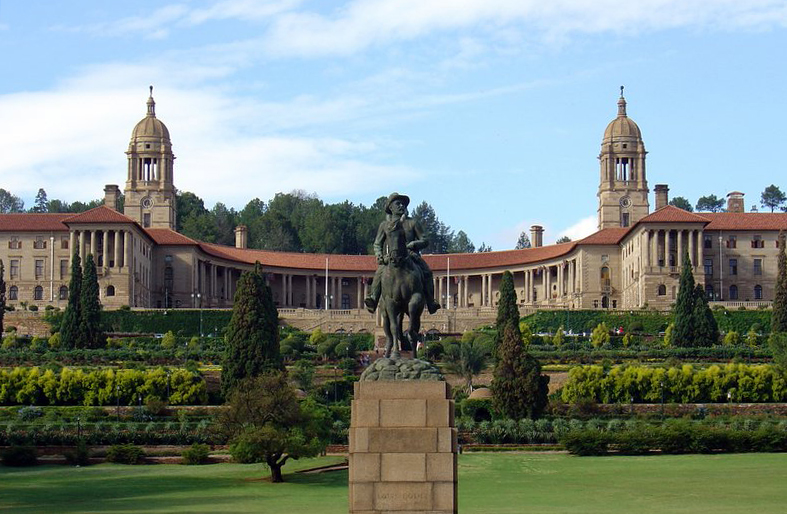
Die Union Buildings mit dem Reiterstandbild von Louis Botha

Die Union Buildings (afrikaans: Uniegebou) in der Hauptstadt Pretoria sind der Sitz der südafrikanischen Regierung. Hier befinden sich auch die Amtsräume des Präsidenten der Republik Südafrika. Der Gebäudekomplex zählt zu den bekanntesten Bauwerken des Landes und ist eine bedeutende Sehenswürdigkeit.

## Architektur
Die Union Buildings befinden sich im Nordosten der Innenstadt von Pretoria auf dem Meintjieskop, der höchsten Erhebung der Stadt. Sie wurden zwischen 1910 und 1913 erbaut. Der 285 Meter lange Gebäudekomplex besteht aus Sandstein und wurde durch den britischen Architekten Herbert Baker im neoklassizistischen Stil errichtet. An einen halbkreisförmigen Hof im Zentrum, der die Einheit der vormalig verfeindeten Bevölkerungsgruppen der neu gegründeten Südafrikanischen Union symbolisiert, schließen sich zwei Gebäude-Flügel an. Diese Flügel stehen stellvertretend für die englischsprachigen Briten sowie die Buren und ihre Sprache Afrikaans.

## Geschichte
Marthinus Wessel Pretorius, der später der erste Präsident der Südafrikanischen Republik wurde, war der ursprüngliche Besitzer der Farm Elandsfontein. Im Jahre 1856 erwarb Andries Francois du Toit, der erste Magistrat von Pretoria, einen Teil der Farm und nannte ihn Arcadia. Zu diesem Gebiet gehört ein Hügel. Später verkaufte du Toit das Land an Stephanus Jacobus Meintjies, nach dem der Hügel Meintjieskop genannt wurde. Dort wurden die Union Buildings errichtet. Die Grundsteinlegung erfolgte im November 1910 kurz nach der Gründung der Südafrikanischen Union, die dem Komplex seinen Namen gab. Die Union Buildings wurden 1913 fertiggestellt.

## Gärten

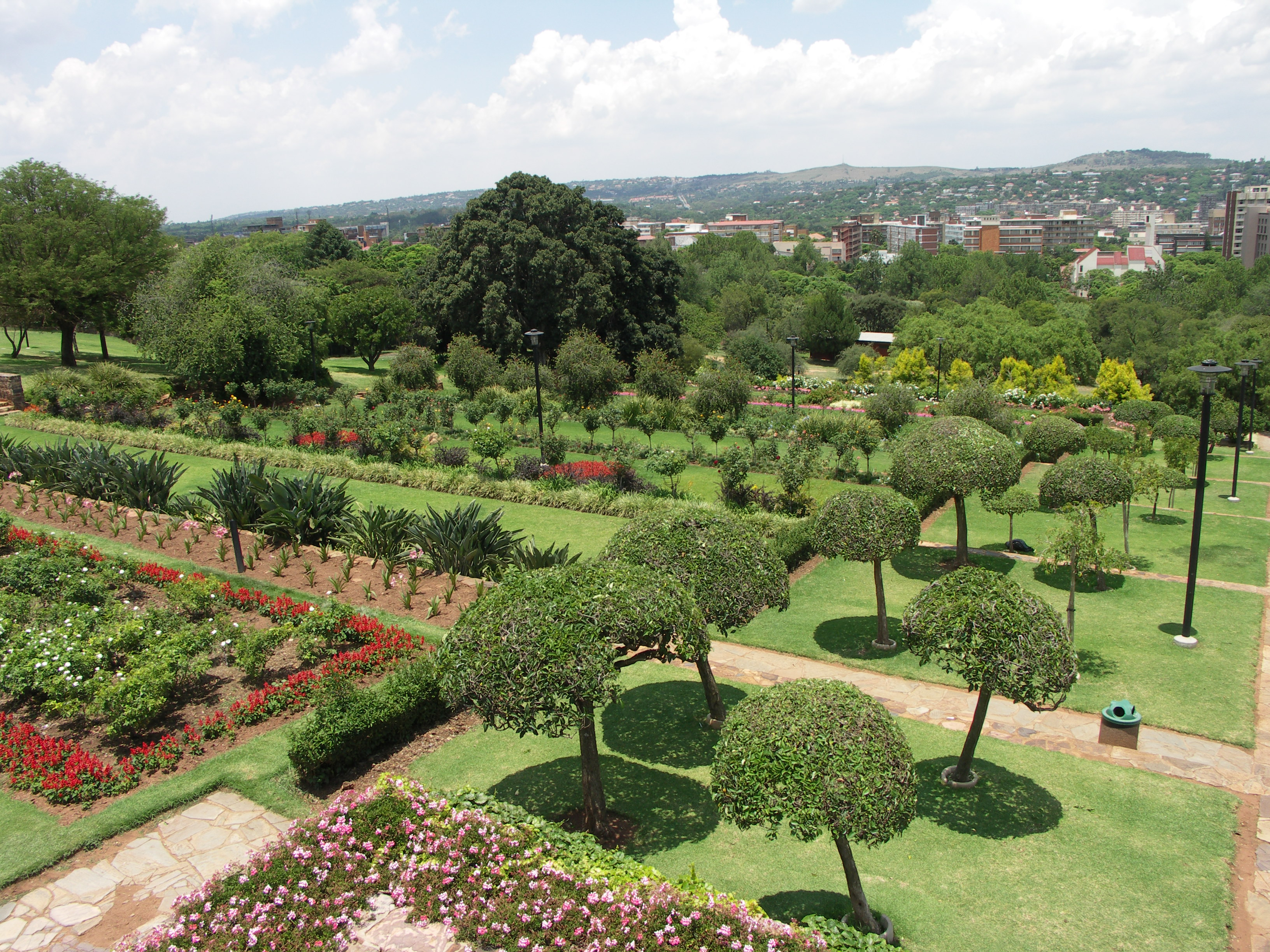
Die Gärten der Union Buildings

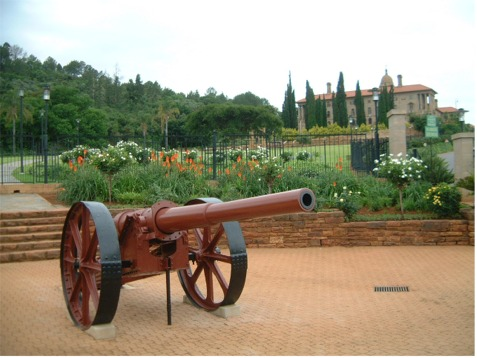
Ehemalige Königsberg-Kanone

In den Gärten befinden sich mehrere Denkmäler und Statuen, darunter das Reiterdenkmal General Louis Bothas (erster Premierminister der Südafrikanischen Union), das Delville Wood War Memorial zur Erinnerung an die Südafrikanischen Soldaten, die im Ersten Weltkrieg und während des Koreakriegs starben, und das South African Police Memorial für die südafrikanischen Polizisten, die während der Ausübung ihres Dienstes starben. Die Statue Nelson Mandelas wurde am 16. Dezember 2013 durch Präsident Jacob Zuma eingeweiht und befindet sich am früheren Standort der Statue von James Barry Munnick Hertzog (Premierminister 1924–1939). Die Statue Hertzogs wurde um 90 Grad gedreht nach Osten versetzt. Einige Geschütze säumen die Union Buildings. Eine Besonderheit stellt dabei die 10,5-cm-Kanone an der westlichen Zufahrt dar, welche ursprünglich ein Geschütz der Königsberg war und nach deren Versenkung im Rufijidelta durch die Briten geborgen wurde.

## Historische Ereignisse
- Am 9. August 1956 demonstrierten an den Union Buildings 20.000 Frauen im sogenannten Frauenmarsch gegen die Passgesetze. Seit 1994 ist daher in Südafrika der 9. August als National Women’s Day ein gesetzlicher Feiertag.
- Am 10. Mai 1994 wurden Nelson Mandela als Präsident der Republik Südafrika und sein Vizepräsident vor den Union Buildings vereidigt.
- Vom 11. bis 13. Dezember 2013 wurde der Leichnam Nelson Mandelas vor den Union Buildings öffentlich aufgebahrt.[3]

## Nachweise
1. ↑  Denkmal in Südafrikas Hauptstadt: Mandela-Statue wacht über Pretoria. In: Spiegel Online, 16. Dezember 2013.
2. ↑  Jonisayi Maromo: Zuma: Hertzog statue removed after exhaustive consultation process. In: Mail & Guardian, 16. Dezember 2013 (englisch).
3. ↑  Ablauf der Trauerfeierlichkeiten in Südafrika. In: Welt Online, 10. Dezember 2013.

Koordinaten: 25° 44′ 28″ S, 28° 12′ 42″ O